# The Game (seriál, 2006)
The Game je americký televizní sitcom, jehož autorkou je Mara Brock Akil. Premiérově byl vysílán v letech 2006–2015, zpočátku do roku 2009 na stanici The CW, po obnovení následně na BET (od 2011). Celkově bylo natočeno 148 dílů v devíti řadách. Jedná se o spin-off sitcomu Girlfriends, se kterým patřil k nejsledovanějším seriálům mezi černošskými diváky.

## Příběh
Melanie studuje medicínu a vzdá se přijetí na prestižní školu, jenom aby mohla být se svým přítelem Derwinem, profesionálním hráčem amerického fotbalu. Přestěhuje se s ním do San Diega, neboť Derwin se stal posilou místního týmu San Diego Sabers. Oba zde poznávají nové přátele, především ze sportovního okruhu.

## Obsazení
- Tia D. Mowry jako Melanie Barnett (1.–5. řada, jako host v 9. řadě)
- Brittany Daniel jako Kelly Pitts (1.–3. řada, jako host ve 4. a 7.–9. řadě)
- Hosea Chanchez jako Malik Wright
- Coby Bell jako Jason Pitts (1.–3. a 6.–9. řada, jako host ve 4. a 5. řadě)
- Pooch Hall jako Derwin Davis (1.–5. řada, jako host v 6. a 9. řadě)
- Wendy Raquel Robinson jako LaTasha Mack
- Brandy Norwood jako Chardonnay Pitts (6.–9. řada, jako host v 8. řadě)
- Lauren London jako Keira Whitaker (6.–9. řada)
- Jay Ellis jako Bryce „Blueprint“ Westbrook (6.–9. řada)

## Vysílání
| Řada | Díly | Premiéra v USA  | Premiéra v USA  | Stanice v USA |
| Řada | Díly | První díl       | Poslední díl    | Stanice v USA |
| ---- | ---- | --------------- | --------------- | ------------- |
| 1    | 22   | 1. října 2006   | 14. května 2007 | The CW        |
| 2    | 20   | 1. října 2007   | 18. května 2008 | The CW        |
| 3    | 22   | 3. října 2008   | 15. května 2009 | The CW        |
| 4    | 13   | 11. ledna 2011  | 29. března 2011 | BET           |
| 5    | 22   | 10. ledna 2012  | 5. června 2012  | BET           |
| 6    | 20   | 26. března 2013 | 3. září 2013    | BET           |
| 7    | 10   | 4. března 2014  | 29. dubna 2014  | BET           |
| 8    | 8    | 14. ledna 2015  | 4. března 2015  | BET           |
| 9    | 11   | 3. června 2015  | 5. srpna 2015   | BET           |